# San Pablo-Santa Justa
San Pablo-Santa Justa es uno de los once distritos en que está dividida a efectos administrativos la ciudad de Sevilla, capital de la comunidad autónoma de Andalucía, en España. 
Está situado en el área central del municipio. Limita al sur con los distritos Nervión y Cerro-Amate; al este, con el distrito Este-Alcosa-Torreblanca; al norte con los distritos Norte y Macarena; y al oeste con el distrito Casco Antiguo.

## Barrios
- Árbol Gordo
- La Corza
- Las Huertas
- San Carlos-Tartessos
- San José Obrero
- El Fontanal-María Auxiliadora-Carretera de Carmona
- Santa Clara
- Zodiaco
- San Pablo A y B
- San Pablo C
- San Pablo D y E
- Huerta de Santa Teresa